# Хурул

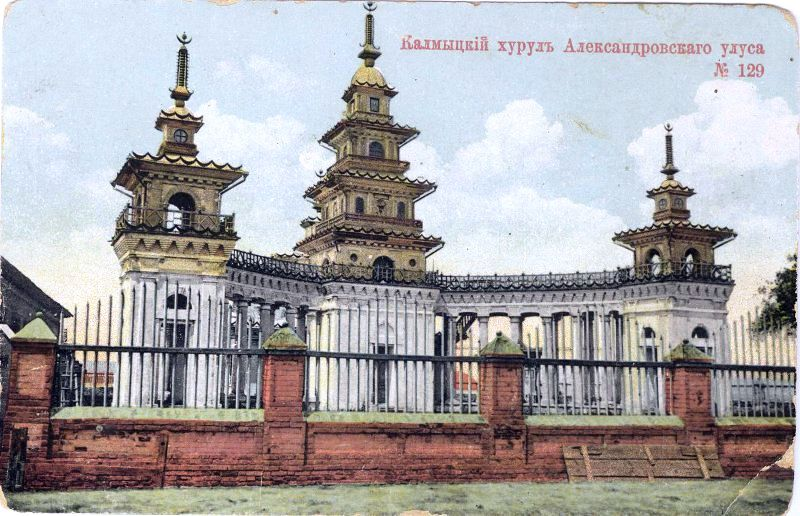
Хошеутовский хурул

Хурул (монг. хурэ, калм. хурул) — буддийский храм (монастырь, обитель) в калмыцком (монголо-ойратском) ламаизме. 
Само название «хурул», происходит от монгольского «хурэ» — круг, ограда. Также с монголо-ойратского «хур» — дождь. «Хурэ» — большие буддийские храмы в Монголии, Тувинской республике, а также в Бурятии. Позже в Бурятии название «хурэ» было изменено на «дацан». Первоначально буддизм и хурулы были основаны ламой и учителем калмыцкой письменности — Зая Пандитой. Известные хурулы Калмыкии — Хошеутовский хурул (исторический), Золотая обитель Будды Шакьямуни (Алтн Сюме, современный).
Многие хурулы, меньшего значения были разрушены в период сталинского правления, по причине идеологической борьбы с религией.  
Выбор строительства и место закладки фундамента хурулов выбирается буддийскими монахами. В центре основания ямы кладётся меч, чаша с рисом (аршан — подаяние буддийским богам), а также множество свёрнутых в рулон буддийских молитв на бумаге. Всё это схоже с обрядом строительства и вознесения буддийских ступ.